# Athelia andina
Athelia andina är en svampart som beskrevs av Jülich 1972. Athelia andina ingår i släktet Athelia och familjen Atheliaceae.   Inga underarter finns listade i Catalogue of Life.